# Stictocephala bisonia
Espèce
Stictocephala bisonia, insecte connu sous les noms vernaculaires de « cérèse buffle » au Canada et de « cicadelle bubale », de « cicadelle bison » ou de «membracide bison » en Europe,, est une espèce de Membracidae indigène à l'Amérique du Nord. Il est parfois classé sous le nom scientifique de Ceresa bisonia.

## Aspect
S. bisonia, de couleur vert clair, présente une forme plutôt triangulaire qui l'aide à se camoufler en le faisant ressembler à une épine ou à la protubérance d'un rameau,,. Son nom scientifique est une allusion aux petits points que porte le pronotum (Stictocephala) et au fait que son profil ressemble vaguement à celui du bison d'Amérique du Nord (bisonia). Cet insecte atteint de 6 à 8 millimètres de long et est muni d'ailes transparentes,.

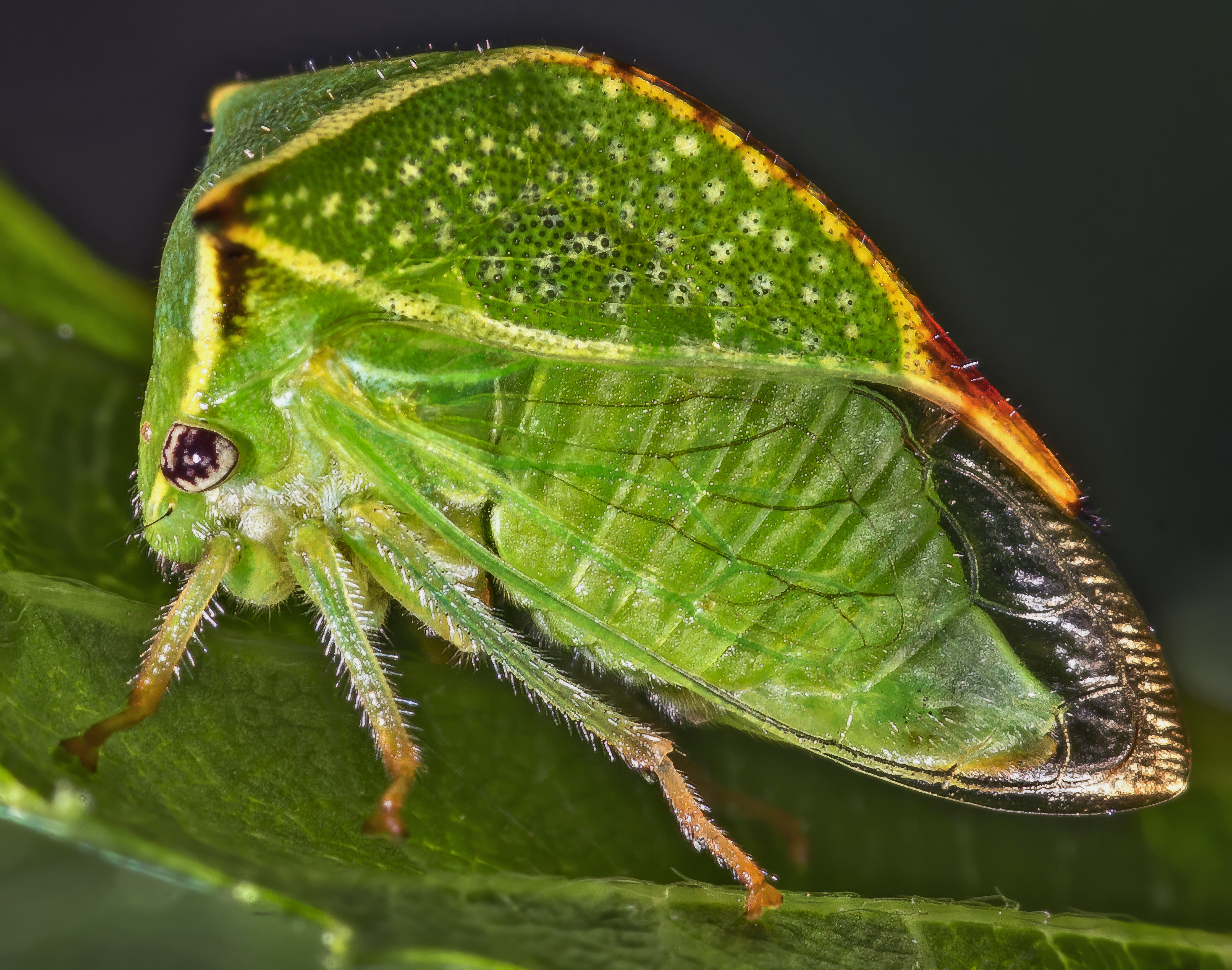
Stictocephala bisonia Vue latérale
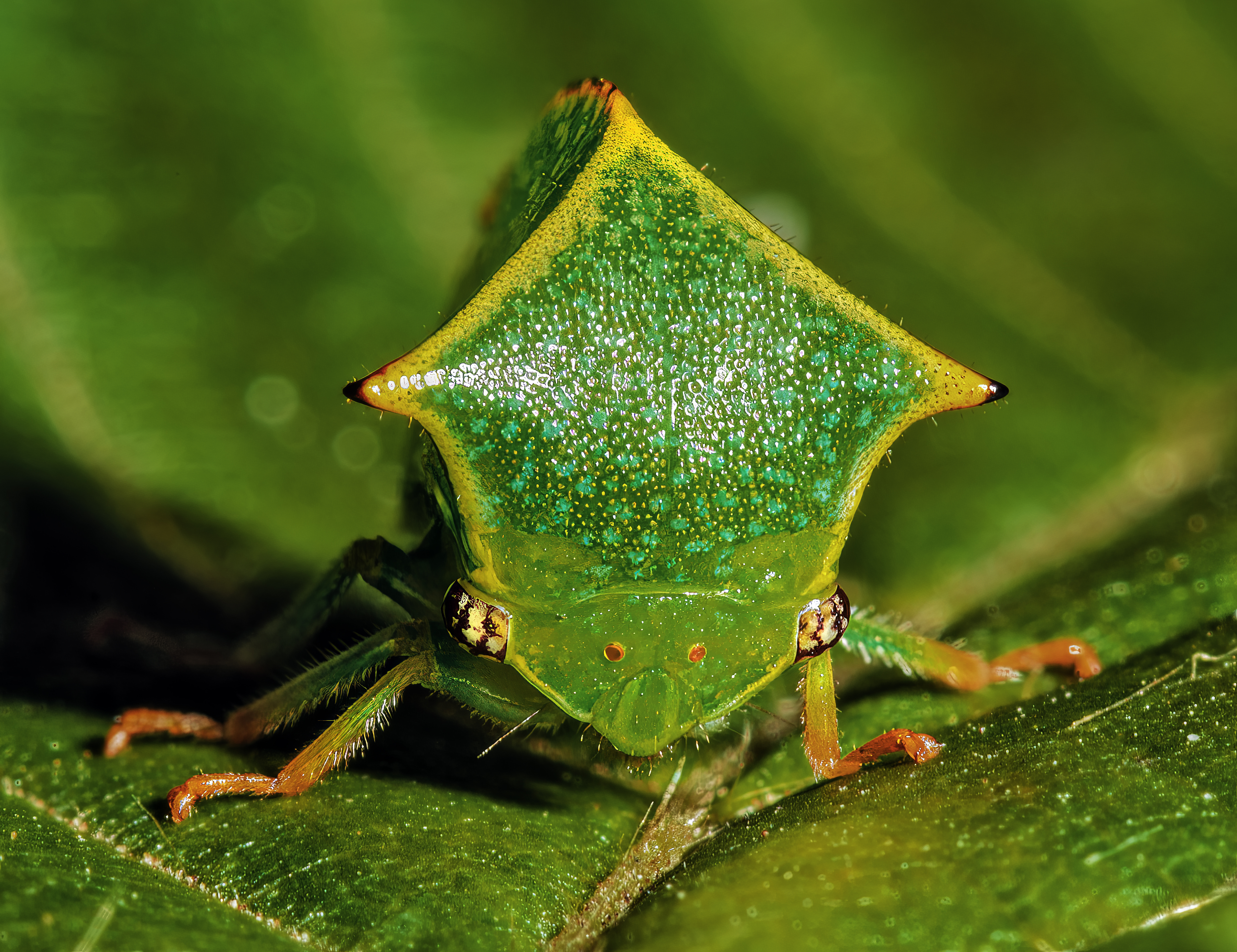
Vue de face
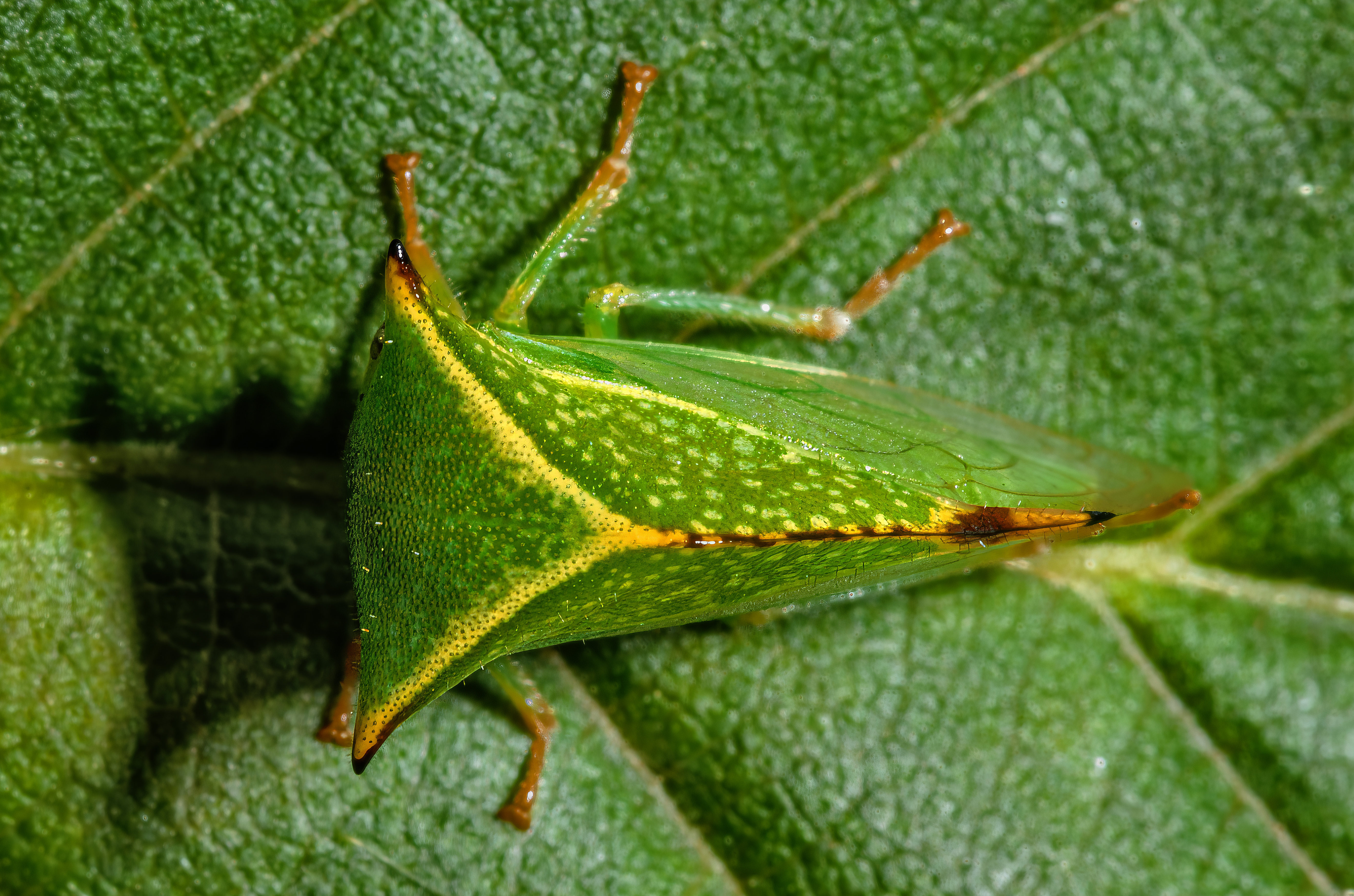
Vue dorsale

## Cycle de vie
S. bisonia s'accouple l'été. Le mâle attire la femelle par un chant qui, au contraire de ceux des cigales et des grillons, est inaudible pour l'être humain. La femelle pond des œufs de juillet à octobre à l'aide d'une tarière qui ressemble à une lame. Elle pond jusqu'à douze œufs dans chaque incision qu'elle fait, Ces incisions peuvent provoquer le dessèchement du rameau ou être la porte d'entrée de maladies.
Les larves éclosent en mai ou juin l'année suivante. Elles ressemblent à des adultes dépourvus d'ailes, mais paraissent plus épineuses. Elles descendent de l'arbre où elles ont éclos pour se nourrir de graminées, de mauvaises herbes et d'autres plantes non ligneuses,.
Elles muent plusieurs fois en un mois et demi jusqu'à ce qu'elles atteignent le stade adulte. Elles retournent alors sur les arbres pour poursuivre leur cycle de vie.

## Alimentation
S. bisonia, qu'il soit adulte ou immature, se nourrit de sève grâce à des pièces buccales spécialisées. Le robinier faux-acacia, le trèfle, l’orme, la verge d'or et le saule font partie de ses sources de nourriture préférées. Cet insecte affecte aussi d'autres plantes : l'érable, l'aubépine, le frêne, le peuplier, le cerisier et d'autres robiniers. Il est aussi à l'occasion un organisme nuisible aux arbres fruitiers et notamment aux jeunes pommiers,. Il est devenu une espèce envahissante dans quelques parties de l'Europe. C'est une espèce réglementée dans la collectivité départementale de Mayotte.